# Angurugubira
Jezioro Angurugubira – jezioro na wschodzie wyspy Groote Eylandt w pobliżu jej wybrzeża, a jego powierzchnia wynosi około 8,3 km², tj. 830 ha. Akwen zasilany jest od północy i zachodu potokami oraz jedną rzeką wypływającą z płaskowyżu wewnątrz wyspy.